# ピート・ラデマッハー
ピート・ラデマッハー（Pete Rademacher、1928年8月20日 - 2020年6月4日）は、アメリカ合衆国出身の元プロボクサー。1956年メルボルンオリンピックのボクシングヘビー級金メダリスト。
1957年8月22日、プロデビュー戦でフロイド・パターソンの持つ世界ヘビー級タイトルに挑戦。2Rにダウンを奪ったが、6回KO負け。
その後1962年までプロボクサーとしての生活を送るが、最終的な戦績は23戦15勝（8KO）7敗1分と平凡な戦績しか残せず、以降タイトルマッチにも縁が無かった。
2020年6月4日、オハイオ州サンダスキー郡の老人福祉施設で死去。91歳没。